# Comocladia dentata
Comocladia dentata är en sumakväxtart som beskrevs av Nikolaus Joseph von Jacquin. Comocladia dentata ingår i släktet Comocladia och familjen sumakväxter. Inga underarter finns listade i Catalogue of Life.